# Конституционный референдум в Армении (2005)
Конституционный референдум прошёл в Армении 27 ноября 2005 года. На референдум был вынесен вопрос об изменениях к Конституции Армении, поддержанных международным сообществом. Официально была высокая явка и подавляющее большинство выступило за изменения. Однако оппозиция и наблюдатели за выборами заявили, что были допущены серьёзные нарушения при проведении референдума.
Референдум был прозван «референдумом призраков» со стороны оппозиции.

## Предпосылки
В рамках приверженности Армении о вступлении в Совет Европы в 2001 году изменения в Конституции 1995 года в Армении были необходимы. Более ранняя попытка изменения была безуспешной на референдуме в 2003 году. Первые проекты новой конституции подвергнуты критике со стороны Венецианской комиссии Совета Европы, но были внесены поправки в сентябре 2005 года для рассмотрения возражений. Новая Конституция была принята Национальным Собранием Армении единогласно после того, как оппозиционные партии бойкотировали голосование.
Изменения в Конституцию передавали полномочия от президента Национальному собранию, премьер-министру и другим министрам. Поправка "О независимости судебной власти". Исправленная Конституция была призвана внедрить больше уважения к правам человека и позволить армянам, живущим за границей, получить гражданство Армении, став гражданином более чем одной страны. Другие изменения, которые могли бы дать Президенту иммунитет от судебного преследования за большинство преступлений, находясь в должности, исключить требование о проведении референдума об изменении границ и сделать главу мэрии Еревана избираемым. Большинство изменений в Конституцию вступили в силу после следующих парламентских выборов в 2007 году.

## Кампании
Для того, чтобы референдум прошёл успешно, большинство из тех, кто голосовал пришлось поддержать изменения и сторонников должно было быть не менее трети 2,3 миллиона зарегистрированных избирателей Армении. Это требование трети избирателей голосовать стало самой большой проблемой в ходе референдума. Результаты опросов общественного мнения в Ереване в июле и сентябре показали, что будет низкая явка.
Коалиция из 17 оппозиционных партий выступили против изменений в Конституции. Они были против некоторых конкретные изменений, таких как предоставление президенту иммунитета. Их позиция заключалась в том, что президент Роберт Кочарян пришел к власти путем фальсификации выборов. Оппозиция призвала избирателей бойкотировать голосование, принять участие в акциях гражданского неповиновения и пыталась использовать революцию роз в Грузии в качестве примера.
Правительство агитировало за Конституцию и попытался раздать копии проекта Конституции для каждой семьи в Армении в течение нескольких недель перед референдумом. Они уверенно предсказывали успех, и президент Кочарян обещал уважать результаты референдума.
В Европейском Союзе, США и Совет Европы поддержали предложенные изменения в Конституцию. США заявили, что изменения будут способствовать укреплению институтов в Армении.
Несколько международных наблюдателей за выборами наблюдали за референдумом, только 12 приехало из Совета Европы. Местная группа, «Выбор за вами», смогла организовать около 2000 армян, чтобы контролировать ход референдума.

## День выборов
Официальные результаты показали явку более 65 % избирателей с подавляющим большинством проголосовавших За, намного выше требуемого уровня. Этот уровень явки был одним из самых высоких в Армении в постсоветской истории.
Оппозиция заявила, что много было массовых вбросов бюллетеней и что в реальности явка составляла от 16 до 21 % избирателей. Наблюдатели от Совета Европы сообщили, что в ходе референдума были серьёзные нарушения и заявили, что официальная явка не соответствуют действительности. Однако они верили, что необходимый 33 % уровень явки был.  Госдепартамент призвал правительство расследовать нарушения в ходе референдума, в то время как Европейский Союз выразил озабоченность. Тем не менее, поддерживает протесты оппозиции призывали.
Президент Кочарян охарактеризовал результат, как «великую победу в деле укрепления демократии и становления гражданского общества в Армении». Правящие политические партий в Армении также охарактеризовал референдум как успешный и сказали, что никакие проблемы с референдумом не повлияли бы на результат. Некоторые сторонники и члены правительства выразили озабоченность, в том числе, Грануш Харатян, председатель Департамента национальных меньшинств и религиозных дел и Алвард Петросян, депутат от правящей партии «Дашнакцутюн».

## Результаты
| Выбор                               | Голосов   | %     |
| ----------------------------------- | --------- | ----- |
| За                                  | 1 411 711 | 94,50 |
| Против                              | 82 018    | 5,50  |
| Недействительные/пустые голоса      | 20 364    | -     |
| Всего                               | 1 514 093 | 100   |
| Зарегистрированных избирателей/явка | 2 317 462 | 65,33 |
| Источник: Прямая Демократия         |           |       |

## После референдума
Оппозиция провела ряд митингов в течение двух недель после проведения референдума, но не привлекла большое количество людей, подтверждающих в значительной степени индифферентные чувства значительной части населения. Первый митинг на 28 ноября привлек от пяти до десяти тысяч человек, но в течение ближайших двух недель митинги окончились.